# فرودگاه ۱۷۹۵۲
سیارک ۱۷۹۵۲ (به انگلیسی: 17952 Folsom، نامگذاری:1999JT19) هفده هزار و نهصد و پنجاه و دومین سیارک کشف شده‌است که در ۱۰ مه ۱۹۹۹ کشف شد.
قدر مطلق سیارک برابر ۱۲.۹ است.